# 숄로틀

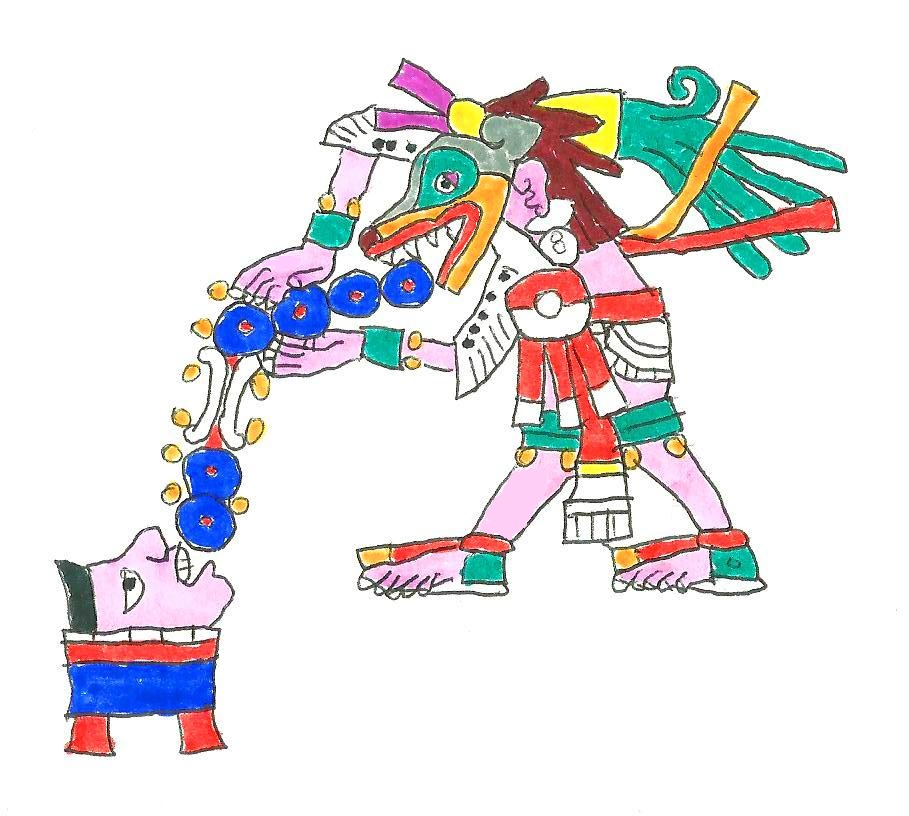

숄로틀(나와틀어: Xolotl [ˈʃolot͡ɬ])은 아즈텍 신화의 불과 번개의 신이다. 개 머리를 가진 것으로 묘사된다. 그는 케찰코아틀의 쌍둥이 형제이며, 치말마의 아들이다. 그는 저녁 서쪽 하늘에 뜨는 개밥바라기의 의인화다.

## 같이 보기
- 검둥개